# أرض سالم (فلم)
أرض سالم (بالإنجليزية: Salem's Lot) هو فيلم رعب خارق للطبيعة أمريكي لعام 2024، من كتابة وإخراج غاري داوبرمان، ويستند إلى رواية ستيفن كينغ الشهيرة التي صدرت عام 1975. يُعتبر هذا الفيلم التعديل السينمائي الأول الطويل للرواية بعد النسخ المصغرة السابقة التي تم عرضها في عامي 1979 و2004. الفيلم من بطولة لويس بولمان،بيل كامب،سبنسر تريت كلارك وألفري وودارد.
تم الإعلان عن الفيلم في عام 2019، وتم تصويره في عام 2021 مع تصوير إضافي في عام 2022. تأجل إصدار الفيلم عدة مرات قبل أن يُعرض للمرة الأولى في مهرجان بيوند فيست في 25 سبتمبر 2024. بعد ذلك، تم إصداره على منصة ماكس في 3 أكتوبر 2024.
على الرغم من توقعات كبيرة، حصل الفيلم على آراء مختلطة من النقاد، مما يعكس تجاربهم المتنوعة مع الفيلم ومقاربته لرواية كينغ.

## قصة فيلم
يتناول قصة الكاتب بن ميارس الذي يعود إلى مسقط رأسه "جيروساليمز لوت" بحثًا عن الإلهام لعمله الأدبي. خلال عودته، يكتشف أن بلدته تتعرض للافتراس من قبل مصاص دماء مفعم بالشغف للدماء، مما يؤدي إلى انتشار الرعب والفوضى في المدينة.
بسبب هذا التهديد، يتعاون بن مع مجموعة غير متجانسة من الشخصيات، بما في ذلك السكان المحليين والأصدقاء السابقين، لمحاربة هذا الكائن الخارق واستعادة السلام في بلدته. تتناول القصة مواضيع مثل الشجاعة، والصداقة، والتضحية في مواجهة الشر، بينما تبرز الجوانب النفسية والمعنوية للمعركة ضد الخوف والظلام.

## روابط خارجية
مقالات تستعمل روابط فنية بلا صلة مع ويكي بيانات